# Michael Paul Chan
Michael Paul Chan (San Francisco, 26 de junho de 1950) é um ator americano de televisão e cinema. Alguns de seus últimos trabalhos incluem televisão e cinema como o juiz Lionel Ping em Arrested Development, Robbery Homicide Division como Det. Ron Lu, Dr. Lee no filme Batman & Robin dirigido por Joel Schumacher e seu papel mais conhecido Detetive Michael Tao na série The Closer da TNT. Ele teve um papel recorrente em The Wonder Years como Sr. Chong. Ele também desempenhou o papel do Dr. Louis Rob em Mrs. Harris e aparece no filme independente Americanese. Recentemente, ele atuou drama Young and the Restless, como o apostador profissional "Andy".
Chan, um sino-americano de terceira geração, nasceu em San Francisco, Califórnia. Ele é um membro fundador da Asian American Theatre Company. Ele é casado e tem um filho.